# Majken Åberg
Majken Åberg, född 13 maj 1918 i Sankt Olai församling, Norrköping, död 14 februari 1999 i Krokeks församling, Östergötland, var en svensk friidrottare som tävlade för Norrköpings Kvinnliga IK (–1938) och IFK Norrköping (1939–).

## Biografi
Åberg blev svensk mästare 1937–1952, de sista 16 åren slungboll fanns med på SM. Detta var den längsta sviten av SM-guld på damsidan fram till 2009, då Anna Söderberg tog sitt 17:e SM-guld i diskus.
Majken Åberg satte tre svensk rekord i slungboll –  det första 1938 med 48,87, vilket hon förbättrade 1943 till 49,51. Det sista satte hon 23 juli 1944, vilket då även var ett inofficiellt världsrekord. Under en uppvisning i Likenäs i norra Värmland kastade hon 53,32. Den aktuella slungbollen finns numera på Östgöta idrottsmuseum i Linköping. 
Eftersom slungboll aldrig kom mycket längre än till skolidrotten, övertalades Åberg strax före OS i London 1948 att börja träna diskus. I tävlingar före OS nådde hon 39,86, vilket kvalificerade henne för deltagande i spelen, och på träning blev hon tämligen säker på längder över 40 meter.
Väl i OS påverkades hon dock både av nervositet och sorgen efter att hennes mor nyligen gått bort. Hon nådde beskedliga 38,48 och en 7:e plats, medan fransyskan Micheline Ostermeyer vann guld på 41,92. Åberg vann även SM i diskus 1948 på 39,19. Hennes bästa resultat i diskus blev 40,19 i maj 1948. 
Åberg är Stor grabb nummer 138 i friidrott. Hon kallades "Pekings vackra valkyria" av Stockholmsjournalisten Glokar Well.
Kort efter OS i London rundade Åberg av sin idrottskarriär och satsade på sitt yrke som gymnastikdirektör. Hon tjänstgjorde i Norrköping under många år.
Majken Åbergs far Arvid Åberg var en känd idrottsman. Han deltog bland annat i OS 1912 i slägga. De är begravda på Matteus begravningsplats i Norrköping.